# Signiphora flavella
Signiphora flavella är en stekelart som beskrevs av Girault 1913. Signiphora flavella ingår i släktet Signiphora och familjen långklubbsteklar. Inga underarter finns listade i Catalogue of Life.